# Bundesautobahn 77
Pour les articles homonymes, voir A77.
La Bundesautobahn 77 est le nom d'un projet de Bundesautobahn dans le Land de Bavière.